# Потомки Ктулху
«Потомки Ктулху» (англ. Spawn of Cthulhu), а также Ктулхи (англ. Cthulhi) или Хотианцы (англ.. Xothians) — вымышленная раса осьминогоподобных существ в произведениях Говарда Филлипса Лавкрафта и последователей «Мифов Ктулху». Впервые появляются в повести «Хребты Безумия». Они имеют физическое сходство с Ктулху и упоминаются в «Некрономиконе».

## Потомки Ктулху в творчестве Лавкрафта
Лавкрафт лишь кратко описывает Потомков Ктулху в повести «Хребты Безумия» (1931): 

Вскоре из космической бесконечности начали просачиваться новые пришельцы, напоминавшие формой осьминогов — их-то, возможно, и нарекли в древних мифах Потомством Ктулху; они развязали жестокую войну, загнав Старцев надолго под воду. Это нанесло последним страшный урон — к тому времени число поселений на суше постоянно росло. В конце концов обе расы заключили мирный договор, по которому новые земли переходили к Потомкам Ктулху, за Старцами же оставалось море и прежние владения. Стали возводиться новые города, и самые величественные из них — в Антарктике, ибо эта земля, место первых поселений, стала считаться священной. И впредь Антарктика оставалась центром цивилизации Старцев, а города, которые успели там основать Потомки Ктулху, стерлись с лица земли. Потом часть суши в районе Тихого океана вновь опустилась, и с ней ушел на дно зловещий Р’льех, город из камня, и все космические осьминоги в придачу. Так Старцы вновь стали единственными хозяевами планеты.Оригинальный текст (англ.)Another race—a land race of beings shaped like octopi and probably corresponding to the fabulous pre-human spawn of Cthulhu—soon began filtering down from cosmic infinity and precipitated a monstrous war which for a time drove the Old Ones wholly back to the sea—a colossal blow in view of the increasing land settlements. Later peace was made, and the new lands were given to the Cthulhu spawn whilst the Old Ones held the sea and the older lands. New land cities were founded—the greatest of them in the antarctic, for this region of first arrival was sacred. From then on, as before, the antarctic remained the centre of the Old Ones’ civilisation, and all the discoverable cities built there by the Cthulhu spawn were blotted out. Then suddenly the lands of the Pacific sank again, taking with them the frightful stone city of R’lyeh and all the cosmic octopi, so that the Old Ones were again supreme on the planet.

Потомки Ктулху — раса космических осьминогоподобных существ, пришедших из неизвестных областей дальнего космоса. Лавкрафт так и не опубликовал их подробное описание, поэтому остается лишь задаваться вопросом о том, насколько Потомки Ктулху похожи на осьминогов или гуманоидов, и каким образом они перемещались в космосе. Вероятно, Лавкрафт задумывал их похожими на первых живых существ из кембрийского периода, которые унаследовали черты их прародителя Ктулху.  
Потомки Ктулху вторглись на Землю миллиарды лет назад и вели ожесточенные войны за пространства Земли со Старцами. Несмотря на то, что они имеют форму осьминога, они жили на суше, в городе Р'льех. Потомки Ктулху имеют материальную структуру тела, но более сильно отличаются от того, что является родным для нашей Вселенной. После того как затонул многомерный Р'льех, то ничего не говорилось об уцелевших Потомках Ктулху. В повести «Хребты Безумия» говорится, что цикл Ктулху сменяет цикл Йог-Сотота. Неясно, присутствовал ли во главе своих потомков сам Ктулху в то время, когда затонул Р'льех, но с тех пор они перестали быть главенствующей силой на Земле.  
В рассказе «Из глубин мироздания» (1920) встречается похожее название «Отродье Звезд» (англ. Spawn of Stars).
В рассказе «Праздник» (1923) Лавкрафт описывает сектантов, которые просачиваются из своих домов на улицу и придает процессии черты осьминога, хотя, это название не встречается в рассказе. Также упоминается Альдебаран.
В рассказе «Зов Ктулху» (1926) сектанты Культа Ктулху говорят, что идол похож на Ктулху, но никто не знает как выглядят другие Древние; и они не могут жить, пока звезды занимают неправильное положение.
В повести «За гранью времён» (1934) Потомки Ктулху упоминаются среди других инопланетян.
В рассказе «Врата серебряного ключа» (1934) упоминается название языка Ктулху и его потомков — р’льехский язык.

## Последователи «Мифов Ктулху»

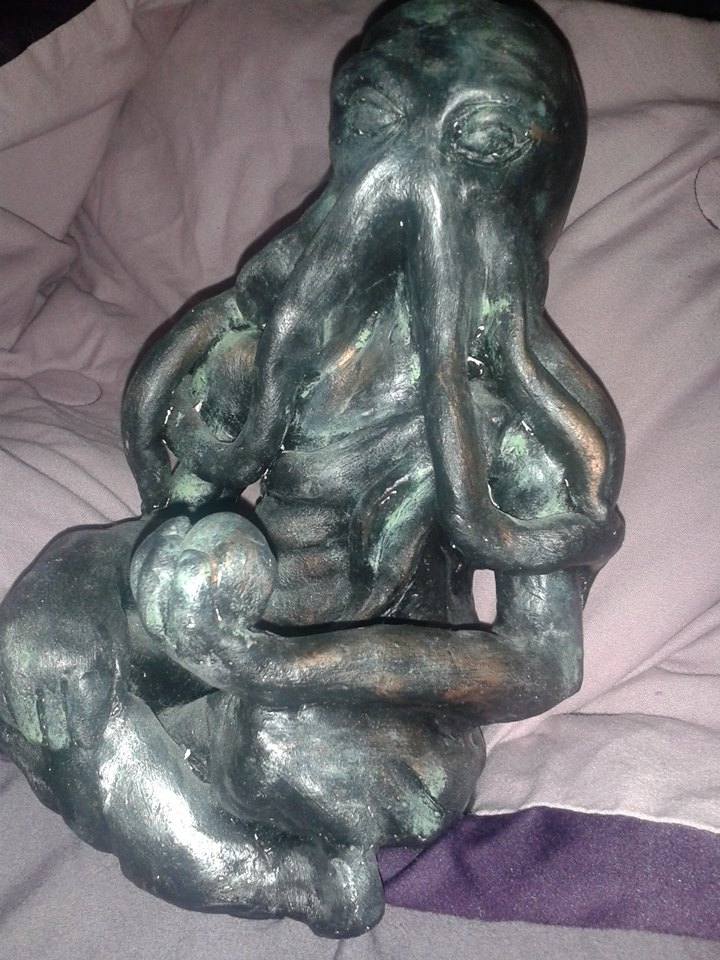
Фанатский идол Ктулху

### Лин Картер
Лин Картер значительно изменил описание Потомков Ктулху в повести «Папирус темной мудрости», в которой он придает им черты гуманоидов и дает им название Хотианцы (англ.. Xothians). Возможно, это родственные виды. Картер пишет, что их физическая форма настолько податлива, что их можно в какой-то степени назвать оборотнями, поскольку «они были способны подвергаться трансформациям и реинтеграции, — что было невозможным для Старцев». Этот их аспект противопоставляется описанию Старцев как «строго материальных» и присущих «известному нам пространственно-временному континууму», — что подразумевает их необычное происхождение из мира с совершенно другими законами природы, которые также могут определить свойства Потомков Ктулху.
Лин Картер выпустил сборник «Потомки Ктулху» («The Spawn of Cthulhu»), который был опубликован в мягкой обложке издательством «Ballantine Books» в октябре 1971 года как 36 том серии «Ballantine Adult Fantasy». 

### Брайан Ламли
Брайан Ламли в повести «Путешествие Титуса Кроу» дает им название Ктулхи (англ. Cthulhi). Ламли упоминается их в повести «Роющие Недра», а также титулованных кальмаров с щупальцами, роющих землю, — Хтонийцев (англ. Chthonians). 

### Кларк Эштон Смит
Кларк Эштон Смит, писатель и друг Лавкрафта, в шутку написал в письме о своем происхождении с Юпитера. В ответ на это в 1933 году Лавкрафт отправил письмо к Смиту («Избранные письма Лавкрафта» 4.617), в котором изображено «Родовое древо Азатота» (англ. Family tree of Azathoth), согласно которому от Азатота происходят другие божества, а от них низшие касты существ, включая Потомков Ктулху, а также сам Лавкрафт и Смит. Эта шуточная идея никогда не публиковалась.

## Интересные факты

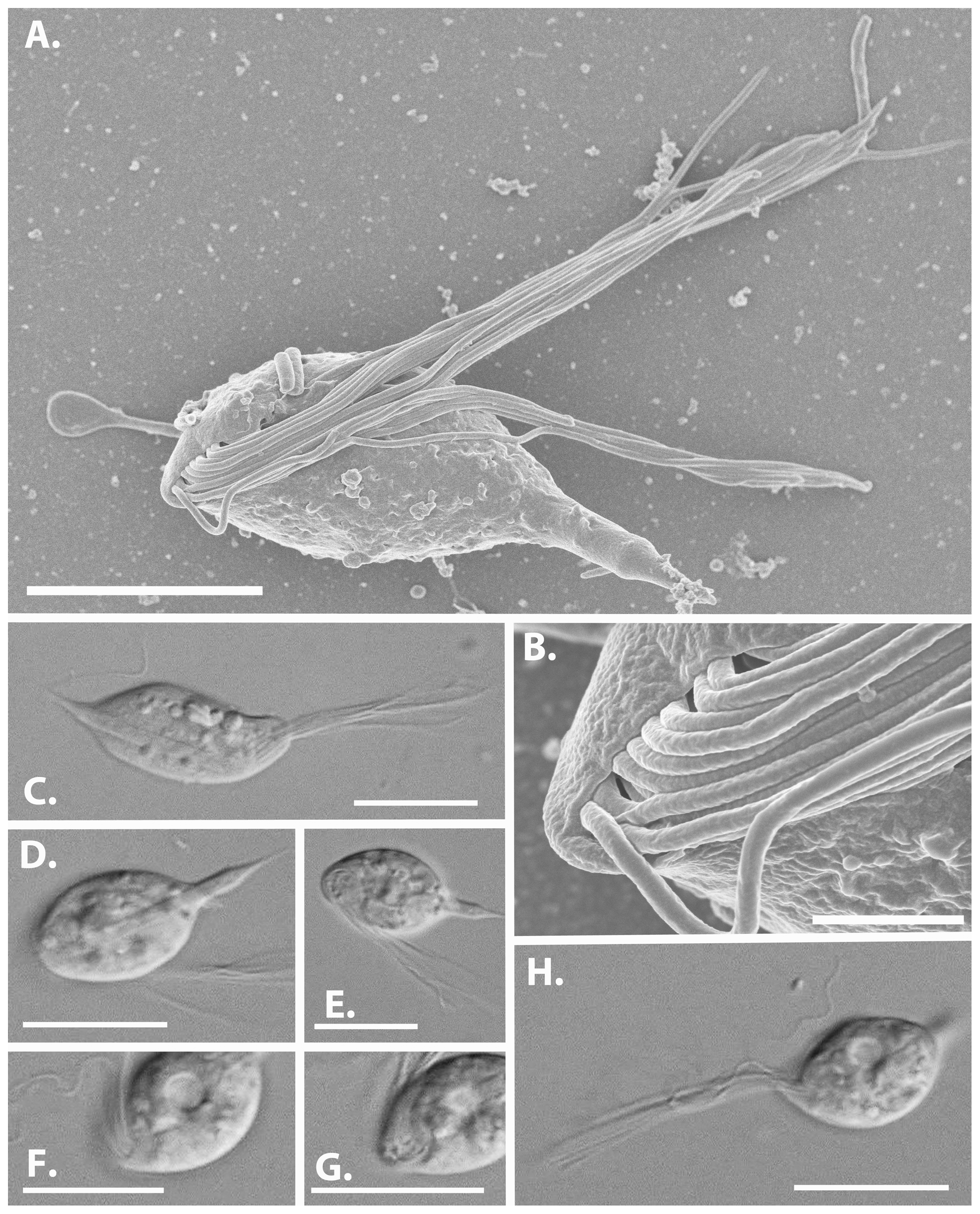
Cthulhu macrofasciculumque. Масштаб 10 мкм

Cthulhu macrofasciculumque — вид окаменелых организмов, который жил в кишках термитов. Эрик Джеймс назвал этот вид в честь Ктулху, поскольку он обладает необычным видом, похожим на осьминога. Джеймс назвал другого протиста, Cthylla microfasciculumque, в честь Ктиллы, «дочери» Ктулху. 
Высокоточный микроскоп показывает его морфологию, общие характеристики, включая выступающий назад аксостиль и выход пучка жгутиков кпереди.  

## Медиа
Потомки Ктулху, как раса осьминогоподобных пришельцев, имеют смысловую параллель[что?] с расой Иллитидов, созданных для ролевых игр D&D.